# Madhura Naik
Madhura Hemant Naik (née le 19 juillet 1987 à Indore) est une mannequin et actrice indienne.

## Carrière
Elle grandit à Bahreïn et a du mal à parler bien hindi dans les premiers jours de sa carrière. Naik commence sa carrière en tant que mannequin. Elle apparaît ainsi dans le clip Umar Bhar de Shael Oswal. Elle a ensuite des figurations dans les séries télévisées Bhaskar Bharti et Ek Nanad Ki Khushiyon Ki Chaabi… Meri Bhabhi.
Elle devient un premier rôle de Hum Ne Li Hai Shapath, série de Life OK, signe une exclusivité avec Star India et apparaît dans de nombreuses performances et spectacles sur scène de Life OK et Star. Elle incarne Sheetal Kapoor dans la populaire série de Star Plus Iss Pyaar Ko Kya Naam Doon?.
Elle est co-animatrice de l'émission de téléréalité d'UTV Bindass Superdude.
Elle participe à des campagnes de PETA contre les oiseaux en cage.

## Filmographie

### Cinéma
- 2007 : Good Boy, Bad Boy
- 2009 : Anolkhi Hey Ghar Maze
- 2010 : Pyaar Impossible!
- 2018 : Looose Control

### Télévision

#### Séries (sélection)
- 2008 : Sapna Babul Ka... Bidaai
- 2008-2010 : Kis Desh Mein Hai Meraa Dil
- 2009 : Shakuntala
- 2010 : Dill Mill Gayye
- 2011 : Pyaar Kii Ye Ek Kahaani
- 2012 : Hum Ne Li Hai Shapath
- 2012 : Iss Pyaar Ko Kya Naam Doon?
- 2013 : Tumhari Paakhi
- 2013 : Ek Nanad Ki Khushiyon Ki Chaabi… Meri Bhabhi
- 2014 : Uttaran
- 2014 : Comedy Classes
- 2015 : Tum Aise Hi Rehna
- 2016 : Naagin
- 2017 : Tu Sooraj Main Saanjh, Piyaji
- 2018 : Tenali Rama
- 2018 : Breathe